# Изовка
Изо́вка — река в Тамбовской области России, левый приток Челновой.

## Описание
Исток находится на водоразделе с рекой Польной Воронеж на высоте 180 метров недалеко от дороги Нижняя Ярославка — Третьи Левые Ламки.
От истока течёт на юг, в 6 км от устья поворачивает на восток и впадает у села Советское в Челновую.
В верховье долина похожа на глубокую балку, водоток незначительный, построены пруды. Вблизи устья ширина русла составляет 6-12 м, скорость течения 0,2-0,3 м/с. Длина — 18 км, площадь бассейна — 115 км.

## Фотографии

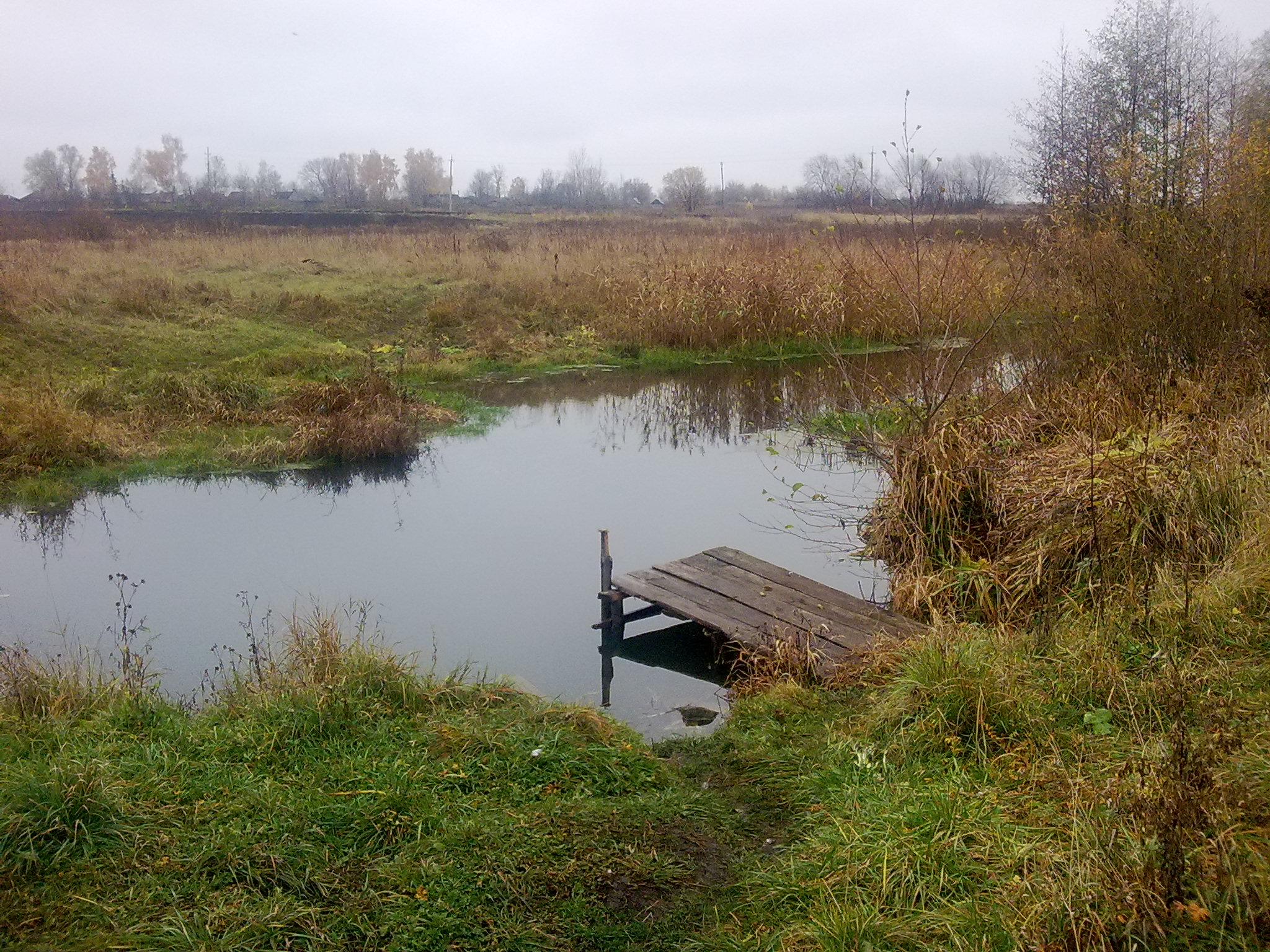
Бытовой мост в Советском
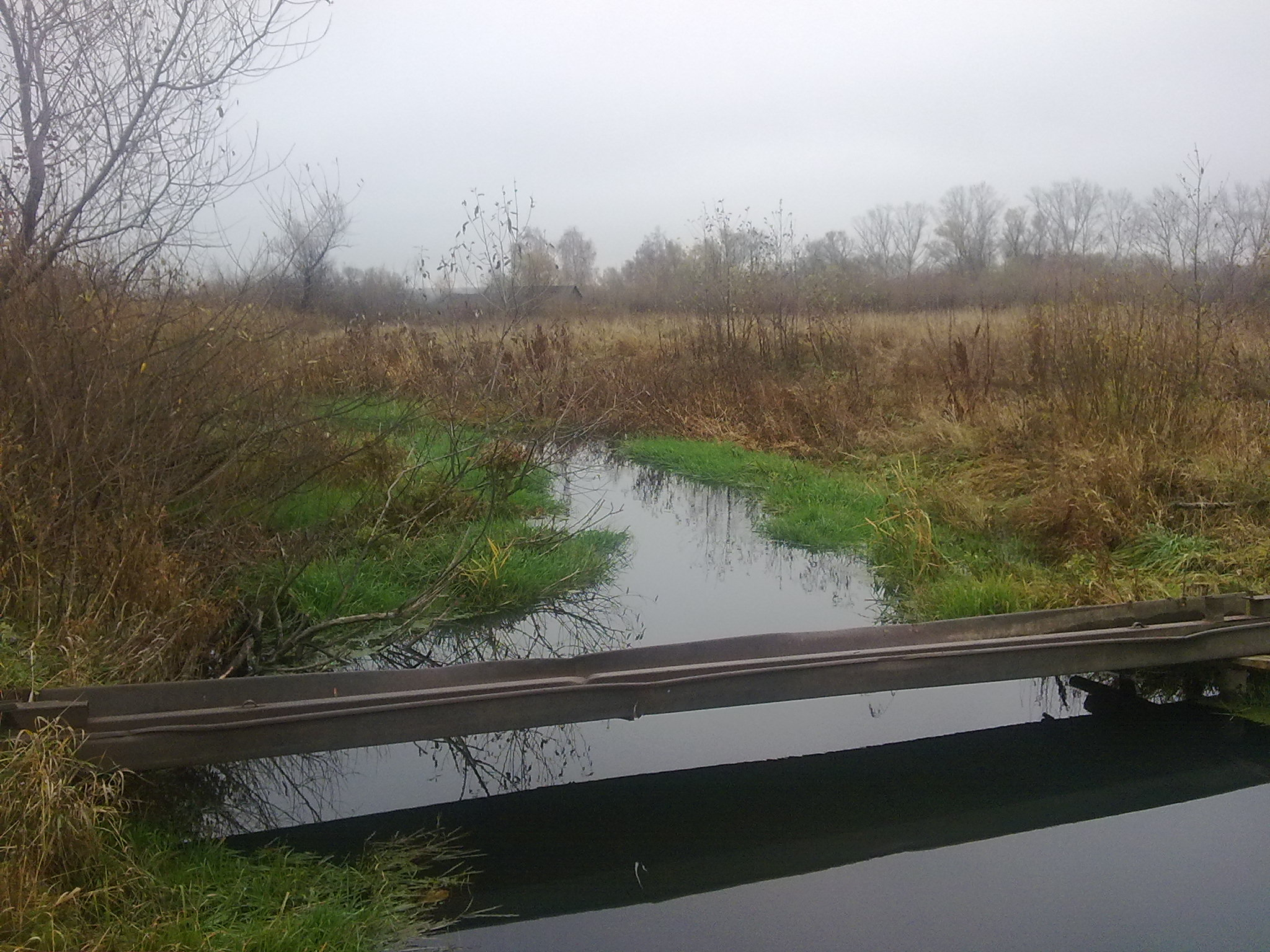
Пешеходный мост в Советском